# Urania leilus
Urania leilus är en fjärilsart som beskrevs av Carl von Linné 1758. Urania leilus ingår i släktet Urania och familjen Uraniidae. Inga underarter finns listade i Catalogue of Life.

## Bildgalleri

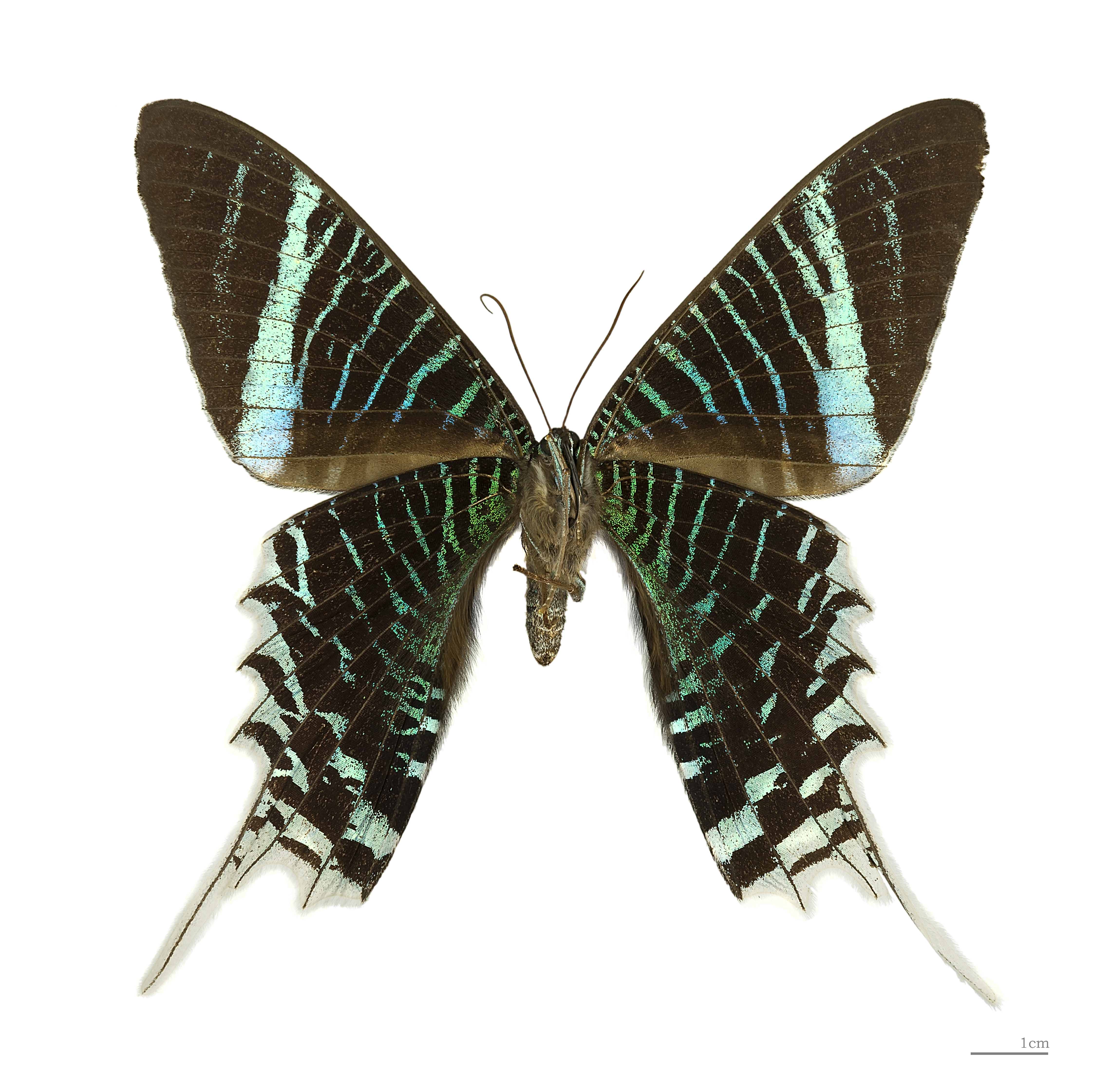
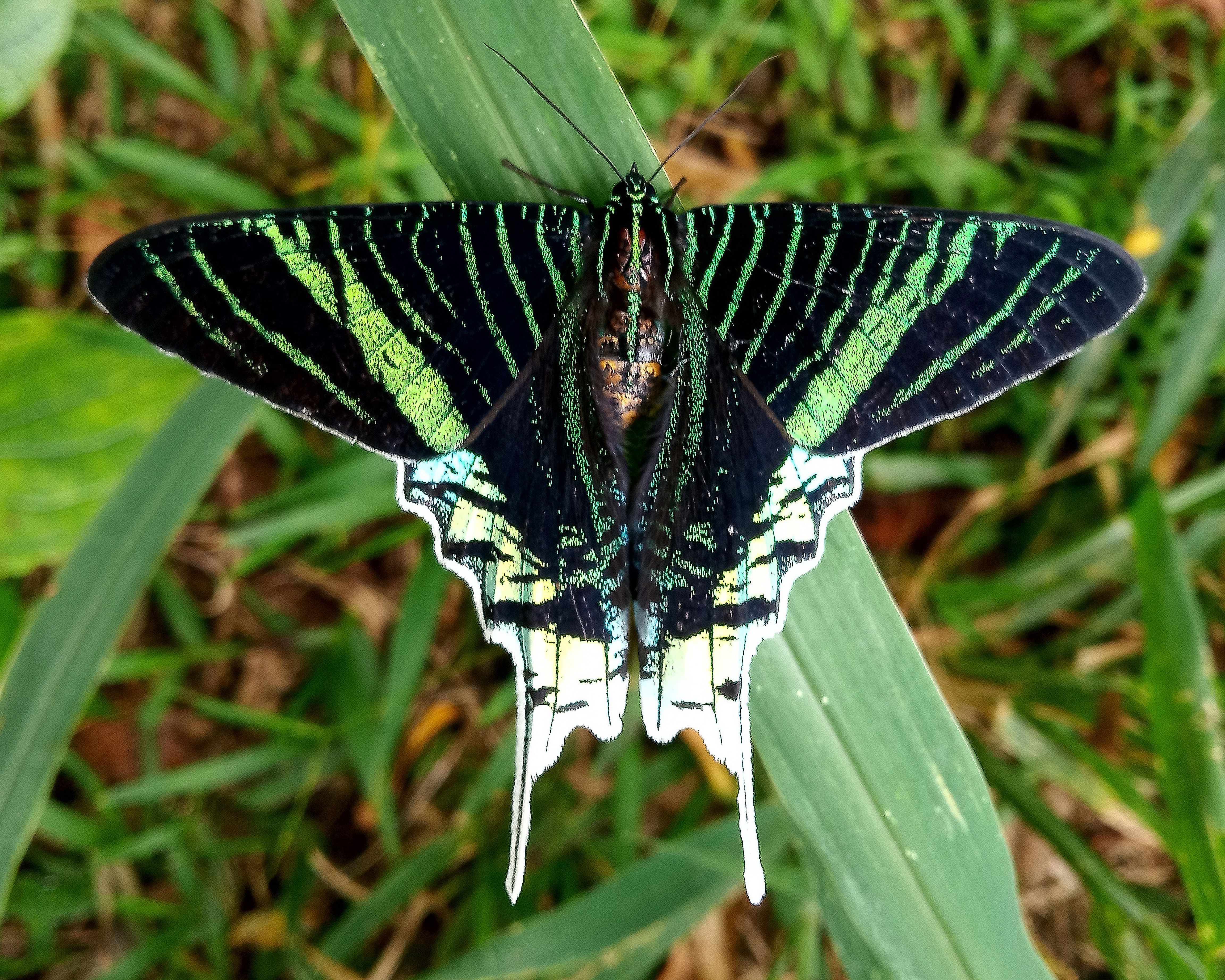